# Kaple svatého Jana Křtitele (Křemešník)
Kaple svatého Jana Křtitele (v některých pramenech uváděna také jako kaple svaté Anny či kaple Svaté Trojice) s pramenem se nachází v lesích na svahu vrchu Křemešník a představuje výchozí místo pro křížovou cestu ke kostelu Nejsvětější Trojice na jeho vrcholu. Štít barokní kaple doplňuje reliéf křtu Ježíše Krista v Jordáně od Františka Bílka. Pod kapličkou se nachází pramen vystupující na povrch v tzv. Zázračné studánce, ležící na protější straně lesní silničky. Nedaleko kapličky se nachází poustevna, kde v průběhu staletí vystřídala celá řada poutníků. Tím asi nejznámějším byl v roce 1660 Jiří Mrňávek. Kaple je chráněna jako kulturní památka České republiky.
Místem vede zelený okruh z Křemešníka, přes Korce, Stříbrnou studánku, Sluneční paseku a kapličku sv. Jana zpátky na Křemešník. Turisty sem také přivede červená turistická značka od Proseče pod Křemešníkem, pokračující na Křemešník. Od září 2004 tudy vede i trasa NS Křemešník.